# Toninho Horta
Antônio Maurício Horta de Melo (Belo Horizonte, 2 de dezembro de 1948) é um compositor, arranjador, produtor musical e guitarrista brasileiro.

## Biografia
Sua família toda tem um histórico musical, com um avô maestro e compositor, mãe bandolinista, um pai que tocava violão e um irmão mais velho, Paulo, contrabaixista profissional. Paulo, junto do amigo Chiquito Braga, estimulou Toninho a aprender o violão na infância, enquanto tocava o instrumento junto de Chiquito. Toninho compôs sua primeira canção aos 13 anos com a irmã Gilda, e três anos depois tinha uma composição dos dois, “Flor que cheira saudade”, foi gravada pelo cantor Márcio José e o Conjunto de Aécio Flávio - que incluía o irmão Paulo.
Em 1967 participou do "2º Festival Internacional da Canção", concorrendo com a música Maria Madrugada, em parceria com Júnia Horta; e em 1969, no "4º Festival Internacional da Canção" concorreu com a música Nem é carnaval, com seu parceiro Márcio Borges.
Com Nivaldo Ornelas faz sua estreia em estúdio em 1969 e, no mesmo ano, toca com Milton Nascimento pela primeira vez. Transfere-se para o Rio de Janeiro no início dos anos 1970, quando passa integrar o grupo A Tribo, juntamente com a cantora Joyce, Nelson Angelo, Novelli e Naná Vasconcelos, chegando a gravar algumas faixas no disco Posições (Odeon).
Nesta mesma época passou a tocar com Elis Regina e participou das gravações do álbum Clube da Esquina, de Milton Nascimento. Com o seu trabalho já reconhecido nacionalmente, passou a integrar as bandas de Edu Lobo, Gal Costa, Maria Bethânia e Nana Caymmi, no instante em que sua música era percebida por músicos estrangeiros, como Pat Metheny, que sofreu enorme influência de Toninho Horta.
Em 1989, com Diamond Land, finalmente toma o mercado norte-americano, mudando-se para Nova Iorque.
Por seu talento extraordinário, Toninho tocou com músicos renomados do jazz mundial, como Sergio Mendes, Gil Evans, Flora Purim, Astrud Gilberto, Naná Vasconcelos, Paquito De Rivera, Airto Moreira, Wayne Shorter, Eliane Elias, Herbie Hancock, Keith Jarrett, George Benson, Pat Metheny, Flavio Sala e muitos outros.
No Brasil, tem trabalhos realizados com Tom Jobim, Elis Regina, Gal Costa, Milton Nascimento, Maria Bethânia, Jane Duboc, Caetano Veloso, MPB4, Simone, Leny Andrade, João Bosco, Hermeto Pascoal, Beto Guedes, Lô Borges, Wagner Tiso, Nivaldo Ornelas, Edu Lobo, Boca Livre, Alaíde Costa, Nana Caymmi, Dori Caymmi, Dominguinhos, Nico Assumpçao, Paulo Moura, Nelson Ayres, Márcio Montarroyos, Joyce, Luis Alves, Raul de Souza, Leila Pinheiro, Paulo Braga, Yuri Popoff, Emílio Santiago, Robertinho Silva, Pery Ribeiro, Luiz Eça, André Dequech, Halley Flamarion, Aécio Flavio, Marlene, Rafael Rabello, Sebastião Tapajós, Eduardo Conde, Jacques Morelembaum, Nelson Angelo, Lena Horta, Esdras Ferreira "Neném", Mauro Senise, Léo Gandelman, Armando Marçal, Djalma Correa, Chiquito Braga, Fafá de Belém, Tavinho Moura, Fernando Brant, Ronaldo Bastos, Márcio Borges, Toquinho, Ney Matogrosso, Gilson Peranzzetta, Juarez Moreira, Quarteto em Cy e outros.
Toninho já excursionou pela Inglaterra, Rússia, Japão, Coreia, Finlândia, Eslováquia, Eslovênia, Croácia, Itália, Holanda, Bélgica, Açores (Portugal), Martinica, Suíça e Áustria.
Diversas de suas composições foram gravadas por intérpretes e músicos brasileiros como é o caso da canção Céu de Brasília, de seu primeiro álbum solo Terra dos Pássaros (1980), que foi gravada por Simone, Carla Villar e Hamilton de Holanda.

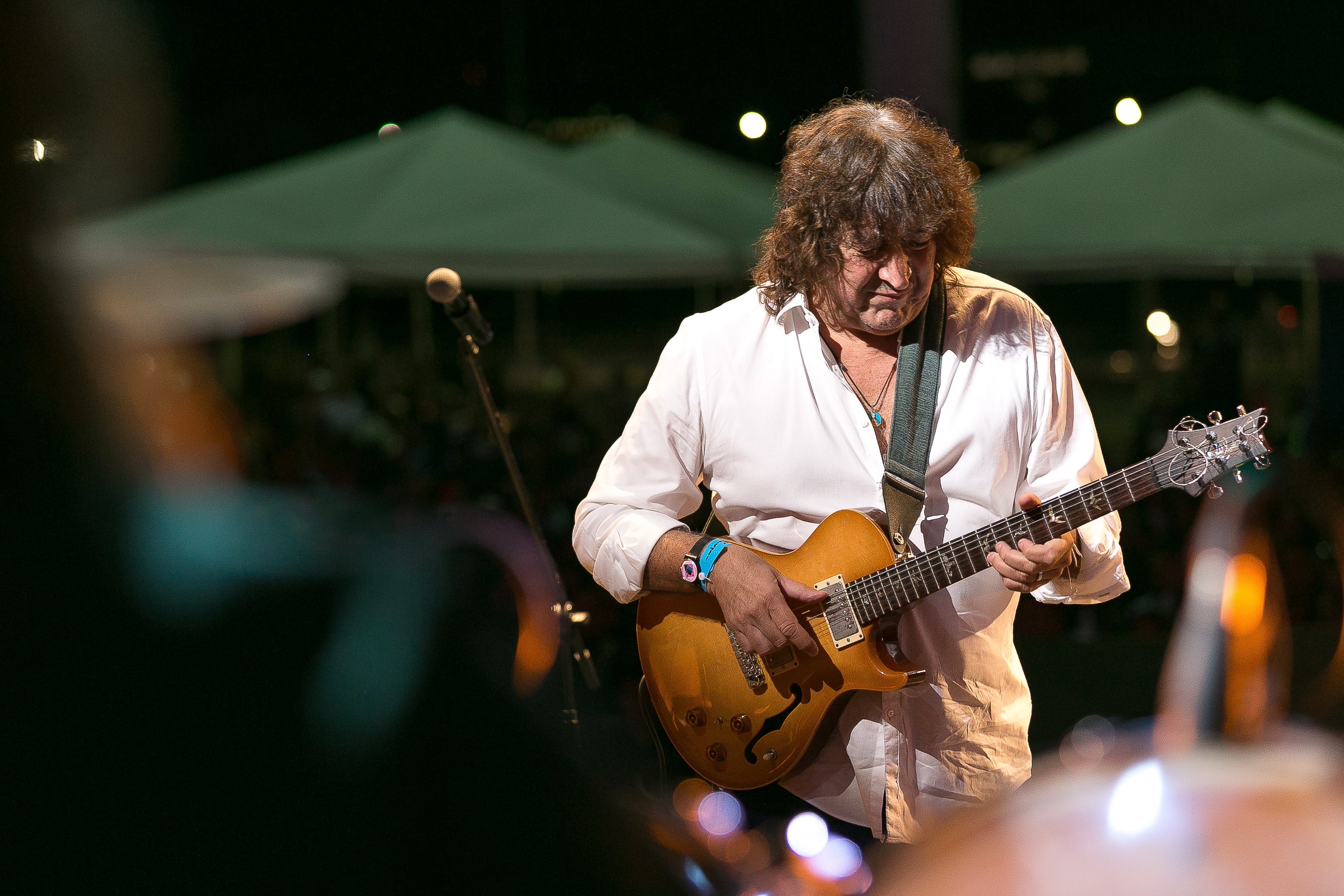
Toninho Horta

## Títulos conquistados
- 5º melhor guitarrista do mundo pela revista britânica "Melody Maker" em 1977
- 7º melhor guitarrista em 1978, pela mesma revista
- Cidadão Honorário da cidade de Austin (EUA), em 1983
- Integra a antologia "Progressions – 100 Years of Jazz" (EUA, Columbia/Legacy, 2005), como um dos guitarristas mais influentes do mundo do jazz no século XX.
- Em 2012, foi incluído na lista dos 30 maiores ícones brasileiros da guitarra e do violão da revista Rolling Stone Brasil.[4]

## Projetos importantes
- Organização do I Seminário Brasileiro de música instrumental de Ouro Preto patrocinado pela UFOP (Universidade Federal de Ouro Preto) e pelo Ministério da Cultura,(1986)
- Direção musical do espetáculo"A hora da estrela", escrito por Clarice Lispector e interpretado por Maria Bethânia, (1985)
- Direção musical do projeto "Planeta Terra", patrocinado pela IBM, com a "Orquestra Sinfônica Jovem de Campinas" (Parque do Ibirapuera, São Paulo, 1989)
- Participação no CD "Guitar Tribute to Beatles come together", tocando "She"s Leaving Home" com os seguintes músicos Ralph Towner, John Abercombe, Steve Khan, Larry Coryell, Toots Thielemans, Mark Whitfield e Allan Holdsworth, (1993)
- Participação em oficinas em Berklee Scholl of Music (Boston), Guitar Institute of Tecnology (Los Angeles) e Conservatory of Music (Graz, Áustria);
- Participação no CD beneficente "A Big Hand for Hanshin", que arrecadou fundos para as vítimas do terremoto em Kobe (Japão). O projeto contou com a participação ainda, de convidados como Herbie Hancock, Keith Jarret, Pat Metheny e Ruich Sakamoto, (1995)
- Escreve a obra "Livrão da Música Brasileira", compêndio com 700 partituras e 700 verbetes sobre trabalhos da maioria dos compositores brasileiros. Patrocinado pela Secretaria de Cultura do Estado de Minas Gerais e pela UFOP, em fase final para lançamento.
- Um dos vencedores do "Projeto Pixinguinha 2009 - Prêmio Produção", prepara novo álbum a ser lançado 2010, com o título "Harmonia & Vozes", contando com a participação de Djavan, Beto Guedes, Erasmo Carlos, Seu Jorge, Frejat, Sérgio Mendes, Ivan Lins, D'Black e Ivete Sangalo.

## Festivais
- Classificado no II Festival Internacional da Canção Popular (FIC), no Maracanãzinho, no Rio de Janeiro, com as canções "Maria Madrugada", com o Junia Horta, e "Nem é Carnaval", com o Márcio Borges (1967)
- Classificado no IV Festival Internacional da Canção Popular (FIC), com a canção "Correntes", com Márcio Borges (1969)
- Participação no show "TOM & ELIS" como guitarrista da orquestra (Teatro Nacional, Rio, 1970)
- Participação no Festival de Midem, com Gal Costa (Cannes, 1973)
- Espetáculo e gravação ao vivo do LP "Milagres dos Peixes", de Milton Nascimento, com Grupo Som Imaginário e Orquestra, no Teatro Municipal de São Paulo e no Teatro João Caetano (Rio de Janeiro, 1974)
- Espetáculo Toninho Horta e Orquestrana Sala Villa-Lobos do Teatro Nacional (Brasília,1981)
- Participação no Projeto Pixinguinha, juntamente com Miúcha e Jane Duboc, no Meridional Brasil (1982)
- Apresentação com o guitarrista americano Pat Metheny na cerimônia de casamento de Robert Duvall (Canadá, 1982)
- Apresentação na "Beer Mountain Festival" (Woodstook) com Paulo Moura/sax e Karl Berger/xylophone (1982)
- Apresentação no 2º Free Jazz Festival, com Toots Thielemans e Bob McFerrin (Teatro Anhembi, São Paulo, 1985)
- Apresentação no 1º e 2º "Concerto Brahma Extra" (Teatro Municipal, RJ, 1987/88)
- Apresentação solo no Royal Festival Hall (Londres,1992)
- Apresentação no "Moskow-Rio-New York Jazz Festival", October Hall e White Columns Hall (Moskow, 1992)
- Apresentação solo no "Viva Brasil Festival", no Palais des Beaux Arts, e também com o Caetano Veloso (Bruxelas, 1992)
- Apresentação em "Jazz - Sons de uma longa História", Festival realizado no salão Teatro Praiense, com o gaitista americano Willian Galliston (Açores/Portugal, 1993)
- "Toninho Horta Trio" apresentando Gary Peacock e Billy Higgins no I Heineken in Concert (Rio, 1993)
- Participação no "11º Martinique Carrefour Mondial de la Guitare", com o guitarrista belga Phillip Catherine. Festival organizado pelo músico cubano Léo Brower (Fort de France-Martinique, 1994)
- Participação no "1º Festival de Jazz de Maceió", com banda e com o saxofonista convidado, Nivaldo Ornelas. (Praia da Pajuçara, 1995)
- Participação no projeto cultural "Minas Além das Gerais" (Sala Villa Lobos, Teatro Nacional de Brasília, 1996)
- Participação no "Programa Internacional de Controle de Drogas" promovido pela ONU (Brasília-Brasil-1996)
- Participação em Concertos Populares promovidos pela Fundação Cultural de Brasília (Sala Villa-Lobos, Teatro Nacional de Brasília, 1996)

## Discografia
- Beto Guedes, Danilo Caymmi, Novelli e Toninho Horta - Emi-Odeon LP (1973)
- Terra dos Pássaros - Independente LP (Brasil, 1980) - Dubas/WEA (1995) - Dubas (2008)
- Toninho Horta - EMI-Odeon LP (Brasil, 1980) - World Pacific Records/EMI-Odeon (USA/Brasil, 1990) - Minas Records/Odeon 100 anos (2002)
- Diamond Land - Polygram/Verve Forecast (USA, 1988)
- Concerto Planeta Terra com Nelson Ayres, Nivaldo Ornelas & Marcio Montarroyos - Independente LP (Brasil, 1989)
- Moonstone - Polygram/Verve Forecast (USA, 1989)
- Once I Loved - Polygram/Verve Forecast (USA, 1992)
- Durango Kid - Big World Music (USA, 1993)
- Live in Moskow - B & W Records (Inglaterra, 1994)
- Foot on the Road - Polydor K.K./Polygram Brasil (Japan/Brasil, 1994)
- Qualquer Canção Chico Buarque com Toninho Horta & Carlos Fernando (musicas de Chico Buarque) - Dubas/Warner Music (1994/2004)
- Durango Kid 2 - Big World Music (USA, 1995)
- Sem Você com Toninho Horta & Joyce (musicas de Tom Jobim) - Shinsei-Do (Japan, 1995) - Biscoito Fino (Brasil, 2007)
- From Belo to Seoul com Jack Lee - TruSpace (USA, 1997) - Minas Records (Brasil, 2001)
- Toninho Horta e Flavio Venturini no Circo Voador - Dubas/WEA (Brasil, 1997), (gravado ao vivo no Circo Voador em 1989)
- Serenade - TruSpace/Aqui-Oh Records (USA/ Brasil - 1997)
- From Ton to Tom (De Ton para Tom) - A Tribute to Tom Jobim - Videoarts (Japan, 1998) - Minas Records (2002) - Ressonance Records (USA, 2008)
- Duets com Nicola Stilo -  Millesuoni-RCA (Itália, 1999) - Adventure Music (USA, 2005)
- Quadros Modernos com Juarez Moreira e Chiquito Braga - Independente (2000) - Minas Records (2001)
- O Som Instrumental De Minas - Minas Records (2001)
- Com o pé no forró - Minas Records  (2004)
- Solo Ao Vivo - Minas Records  (2007)
- Toninho in Vienna - Pao Records  (Austria, 2007)
- Cape Horn com Arismar do Espírito Santo - Porto das Canoas (2007)
- Tonight com Tom Lellis - Adventure Music (USA, 2008)
- To Jobim With Love - Resonance Records (USA, 2008)
- Harmonia & Vozes - Minas Records (2010)
- Minas/Tokio - Dear Heart Records (Japan, 2010) - Minas Records (Brasil, 2012)
- Japa (Shinkansen Group) com Jaques Morelenbaum, Liminha & Marco Suzano - Minas Records (2010)
- From Napoli To Belo Horizonte com Antonio Onorato - Sud Music/Minas Records (Itália/Brasil, 2013)
- No Horizonte de Napoli com Stefano Silvestri - Minas Records (2014)
- Alegria é Guardada em Cofres, Catedrais com Alaíde Costa - Minas Records (2015)
- Cuerdas Del Sur com Juarez Moreira, Chiquito Braga, Luiz Salinas & Cristian Gálvez - Minas Records (2018)
- Belo Horizonte com Toninho Horta & Orquestra Fantasma - Think! Records (Japan, 2019)
- Viva Eu com Barbara Casini & Toninho Horta - As canções brasileiras de Novelli - Encore Music (2020)
- Rudi Berger featuring Toninho Horta com Rudi Berger e Toninho Horta - Gramola (2020)
- Bons Amigos com Dorota Mískiewicz & Toninho Horta - Warner Music (Poland, 2023)

## Videografia
- Ton de Minas: Solo ao Vivo - Minas Records (2011)

## Tributo
- Pedra da Lua: Carla Villar canta Toninho Horta (2008)
- Nossa Mãos: Homenagem a Toninho Horta (2008)
- Duduka da Fonseca Trio: Plays Toninho Horta (2011)

## Documentário
- A Música Audaz de Toninho Horta (2011), (Dirigido por Fernando Libânio

## Entrevistas
Em 2004, Toninho forneceu uma entrevista ao Museu da Pessoa , na qual descreve como foi sua primeira experiência no mundo da música aos 10 anos de idade. Quando questionado sobre qual foi seu primeiro instrumento musical:
"Foi um violão. Tinha um violão velho lá da Del Vecchio amarelo, tenho até hoje. Recentemente o Virgilio, grande craque lá de luthier, de Sabará, ele deu uma reformada nele e tal. Mas é um violão antigo, que tem muita história. Foi onde eu,. os primeiros acordes que eu dei. Inclusive eu comecei a tocar com os dois dedos, e a primeira música que eu toquei, foi uma música do Ary Barroso, até o ano passado foi comemoração dos cem anos do nascimento dele. E eu lembrava que eu tocava o: “Risque Pon dun don dom…” dos baixos e tudo. E foi a primeira música que eu toquei. E as minhas irmãs já tocavam dedilhando, mais delicadamente, assim. Mas daí a pouquinho, eu já estava passando as meninas. (Risos) Aí falaram: “Olha, o Toninho tem jeito pro negócio, tal.”"— Toninho Horta Em entrevista ao Museu da Pessoa